# Transizione isomerica
Una transizione isomerica (abbreviata con la sigla IT, isomeric transition) è il decadimento di un isomero nucleare in uno stato nucleare a bassa energia. Il processo effettivo ha due tipi (modalità):
- emissione γ (gamma) (emissione di un fotone ad alta energia),
- conversione interna (l'energia viene utilizzata per espellere uno degli elettroni dell'atomo).

Gli isomeri possono decadere in altri elementi, sebbene il tasso di decadimento possa differire tra gli isomeri.

## Esempi di transizione isomerica
Un esempio è il tecnezio-99 metastabile (99mTc) derivante dal 99Mo che decade β a 99mTc, con un tempo di dimezzamento di 2,7 giorni. A sua volta il 99mTc decade per transizione isomerica a 99Tc, con un'emivita di 6 ore.

Un altro esempio è il 177mLu: esso può decadere β in 177Hf con un'emivita di 160,4 giorni, oppure può subire una transizione isomerica a 177Lu con un'emivita di 160,4 giorni, che poi decade β a 177Hf con un'emivita di 6,68 giorni.

Un altro esempio ancora di transizione isomerica è:
60mCo → 60Co + γ
L'emissione di un raggio gamma da uno stato nucleare eccitato consente al nucleo di perdere energia e raggiungere uno stato di energia inferiore, a volte il suo stato fondamentale. In alcuni casi, lo stato nucleare eccitato a seguito di una reazione nucleare o altro tipo di decadimento radioattivo può diventare uno stato nucleare eccitato metastabile. Alcuni nuclei sono in grado di rimanere in questo stato eccitato metastabile per minuti, ore, giorni o, occasionalmente, molto più a lungo.
Il processo della transizione isomerica è simile all'emissione gamma da qualsiasi stato nucleare eccitato, ma differisce per il coinvolgimento di stati metastabili eccitati di nuclei con emivite più lunghe. Come con altri stati eccitati, il nucleo può essere lasciato in uno stato isomerico in seguito all'emissione di una particella α, particella β o qualche altro tipo di particella.
Il raggio gamma può trasferire la sua energia direttamente a uno degli elettroni più strettamente legati, provocando l'espulsione di quell'elettrone dall'atomo, un processo chiamato effetto fotoelettrico. Questo non deve essere confuso con il processo di conversione interna, in cui nessun fotone di raggi gamma viene prodotto come particella intermedia.